# Markus Zürcher

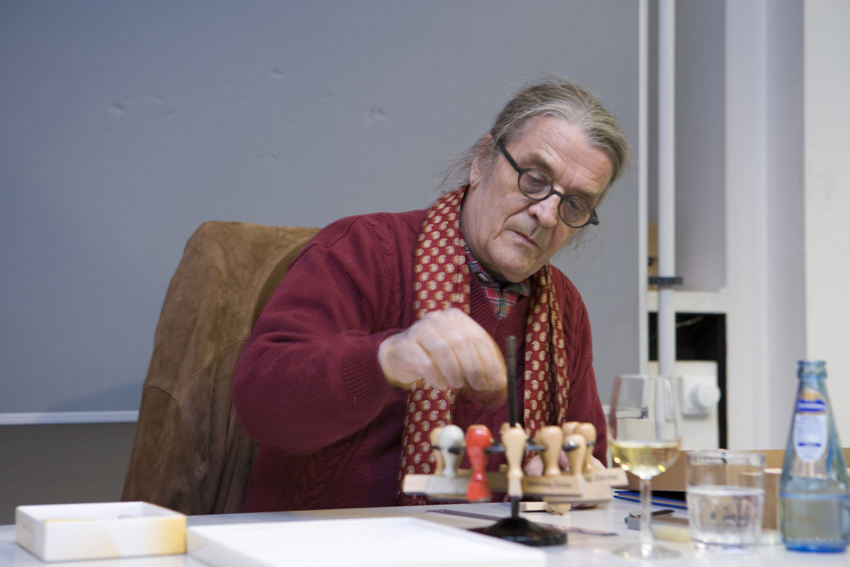
Markus Zürcher, 2009

Markus Zürcher (* 24. Februar 1946 in Herisau Kanton Appenzell Ausserrhoden; † 16. Februar 2013 in Sedrun, Kanton Graubünden) war ein Schweizer Künstler der Konzeptkunst und des Minimalismus.

## Leben
Zürcher absolvierte seine Erstausbildung als Schaufensterdekorateur in St. Gallen, worauf er seinen Wohnsitz nach Bern verlagerte. In der Folge besuchte er freie Kunstkurse und arbeitete als Bühnenbildner. Von 1971 bis 1976 studierte er an der Kunstakademie Stuttgart Malerei bei K. R. H. Sonderborg, anschliessend an der Gesamthochschule Kassel Bildhauerei und Malerei bei Eberhard Fiebig, was er 1983 mit einem Diplomabschluss beendete. Mit seinen linearen, minimalistischen Werken gilt er als Vertreter der Konzeptkunst. Seine radikalen Umsetzungen verhalfen ihm zu Mitarbeiten bei Werken von Lawrence Weiner, Daniel Buren und Robert Filliou. Er war in der Gesellschaft Schweizerischer Maler, Bildhauer und Architekten aktiv. In den frühen 1990er Jahren zog er sich weitestgehend aus dem aktiven Kunstgeschehen zurück. Ab 2000 war er wieder künstlerisch aktiv.
Im November 2009 hielt er, im Rahmen der von Ruppe Koselleck, Oliver Breitenstein und Stephan Us organisierten und kuratierten Aktion BürokARTie in Münster, seinen performativen Vortrag «Muster ohne Wert». 2012 kuratierte Zürcher den ART-TAT-ORT im Kunstraum Progr.
Zürcher lebte in vor allem in Bern, Herisau, Urnäsch und Sedrun.

## Werk
Sein frühes Werk zeugt von einer ausgesprochenen Radikalität im Umgang mit minimalen Formen. Der Einsatz von Farben wurde weitestgehend vermieden. Es entstanden Lithographien in Kleinstauflagen. Die späteren Arbeiten spielen hingegen mit dem Medium der Farbe und zielen auf Op-Art-Effekte ab, die konzeptuelle Struktur aufweisen. In Zusammenarbeit mit dem Schriftsteller Raphael Urweider entstand eine kleine «Grafik-Edition mit Literatur-Aspekten». In der Kunsthalle Bern entstand ein grossformatiges Wandgemälde, dessen Pigment rein aus Schmutz der Kunsthalle bestand.
Zürcher ist im Schubladenmuseum von Herbert Distel vertreten.

## Werke in öffentlichem Besitz oder Raum
Werke befinden sich u. a. in der Sammlung Hess Collection in Kalifornien, in der Kunstsammlung der Winterthur-Versicherung, in der Sammlung der kantonalen Kunstkommission des Kantons Bern sowie im Kunstmuseum Bern. Eine öffentliche Arbeit befindet sich im Gymnasium Neufeld in Bern.

## Auszeichnungen
- 1976: Kiefer-Hablützel-Stipendium
- 1977: Louise-Aeschlimann-Stipendium
- 2995: Preis der UBS-Kulturstiftung.

## Ausstellungen (Auswahl)
- 2012: Stadtgalerie im Progr in Bern (CH), Gruppenausstellung.
- 2012: arting.gmbh in Bern (CH), Einzelausstellung.
- 2011: Robert Walser-Zentrum in Bern (CH), Einzelausstellung.
- 2011: Berliner Kunstverein in Münster (D), Einzelausstellung.

## Publikationen (Auswahl)
- Us/Koselleck/Breitenstein (Hrsg.): Bürokartie. 2010, ISBN 978-3-00-030246-6, S. 46 ff.
- Viana Conti (Hrsg.): Frammenti, Interfacce, Intervalli. Paradigmi della Frammentazione nell’Arte Svizzera. Edizioni osta & nolan, Genua 1992, S. 154–155, 202–203.
- Zaugg/Egger: Lokaltermin Atelier. Verlag Bernische Kunstgesellschaft, 1987.
- Neue Galerie Kassel (Hrsg.): Markus Zürcher, Zeichnungen. 1986.
- GSMBA (Hrsg.): Berner Künstler stellen sich vor. 1985.
- Werro/Sandoz/Blancone (Hrsg.): Der Blaue Berg – SOS 12. 1984.
- Herbert Distel: Das Schubladenmuseum. Kunsthaus Zürich. Benteli Verlag, 1978, ISBN 3-7165-0260-X, S. 111.